# Flatskär (nordost Vårdö, Åland)
Flatskär med Tärngrundet är en ö i Åland (Finland). Den ligger i Skärgårdshavet och i kommunen Vårdö i landskapet Åland, i den sydvästra delen av landet. Ön ligger omkring 36 kilometer nordöst om Mariehamn och omkring 250 kilometer väster om Helsingfors.
Öns area är 12,6 hektar och dess största längd är 0,6 kilometer i nord-sydlig riktning. Ön höjer sig omkring 10 meter över havsytan.

## Delöar och uddar
- Flatskär 60°16′37″N 20°29′29″Ö / 60.27687°N 20.49149°Ö
- Tärngrundet 60°16′27″N 20°29′30″Ö / 60.2742°N 20.4918°Ö